# Noémi Pásztor
Noémi Pásztor (n. 2 aprilie 1999, Szombathely, Vas, Ungaria) este o handbalistă maghiară care evoluează pe postul de pivot pentru clubul românesc CSM București și echipa națională a Ungariei. Deși pe 1 februarie 2024 s-a anunțat că va evolua din vară pentru Neptunes de Nantes, insolvența și retrogradarea clubului francez au determinat renunțarea la jucătoarele echipei, astfel ea a ajuns la CSM București.
Noémi Pásztor a câștigat împreună cu naționala de junioare a Ungariei medalia de bronz la Campionatul European pentru Junioare Macedonia de Nord 2015. A făcut parte din naționala de tineret a Ungariei la Campionatul Mondial pentru Tineret din 2018, unde la turneul desfășurat pe teren propriu selecționata maghiară a obținut medalia de aur.
În 2021 Noémi Pásztor a absolvit Facultatea de Științe ale Sănătății specializarea Dietetică din cadrul Universității Semmelweis din Budapesta.

## Palmares
- Campionatul Mondial de Tineret:
  -  Câștigătoare: 2018

- Campionatul European de Junioare:
  -  Medalie de bronz: 2015

- Liga Campionilor:
  - Play-off: 2021
  - Grupe principale: 2020

- Liga Europeană:
  - Sfertfinalistă: 2024
  - Grupe: 2022, 2023

- Campionatul Ungariei:
  -  Câștigătoare: 2021
  -  Medalie de argint: 2019
  -  Medalie de bronz: 2024

- Cupa Ungariei:
  -  Finalistă: 2019

- Supercupa României:
  -  Câștigătoare: 2024

## Distincții individuale
- Cel mai bun pivot (All-Star Team) la Campionatul European de Junioare: 2015;[10]
- Cel mai bun pivot (All-Star Team) la Campionatul Mondial de Tineret: 2018;[17][14]